# Ecnomus hinayana
Ecnomus hinayana är en nattsländeart som beskrevs av Schmid 1958. Ecnomus hinayana ingår i släktet Ecnomus och familjen trattnattsländor. Inga underarter finns listade i Catalogue of Life.